# 1912年10月10日の日食

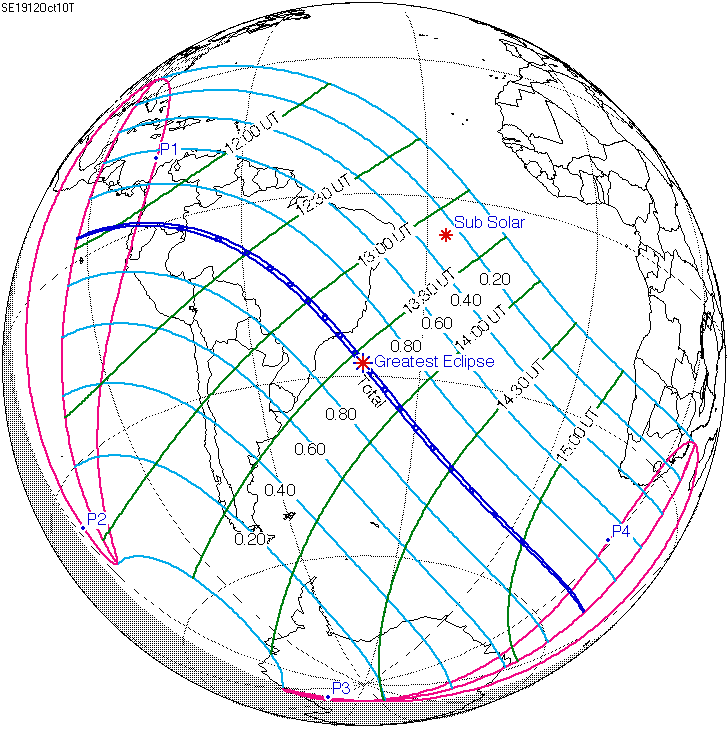

1912年10月10日の日食は、1912年10月10日に観測された日食である。エクアドル、コロンビア、ペルー、ブラジルで皆既日食が観測され、ラテンアメリカの大部分、アフリカ南部及び以上の地域の周辺の一部で部分日食が観測された。

## 通過した地域
皆既帯が通過した、皆既日食が見えた地域はエクアドル北部、コロンビア南部、ペルー全国最北のロレート県最北端、ブラジルだった。
また、皆既日食が見えなくても、部分日食が見えた地域はアメリカ合衆国南東部、中央アメリカの大部分（メキシコ西半分を除く）、南アメリカ全部、アフリカ南部、南極大陸のうち大西洋に近い約3分の2だった。

## 観測
ドイツの物理学者、数学者、天文学者ヨハン・フォン・ゾルトナーは1801年に発表した文で重力レンズ効果を数値を計算した。アルベルト・アインシュタインも1911年に類似な数値を計算し、実験で検証することを提案した。当時、皆既日食での全体が隠される時は太陽周辺の恒星を観察する唯一の機会だった。これは1911年以降初の皆既日食だった。ブラジルの他、イギリス、フランス、ドイツ、アルゼンチン、チリなども観測隊をブラジルに派遣した。しかし、日食当日皆既帯のほぼ全部が雨の天気で、各国の観測隊は全て失敗した。